# Formule Renault 3.5

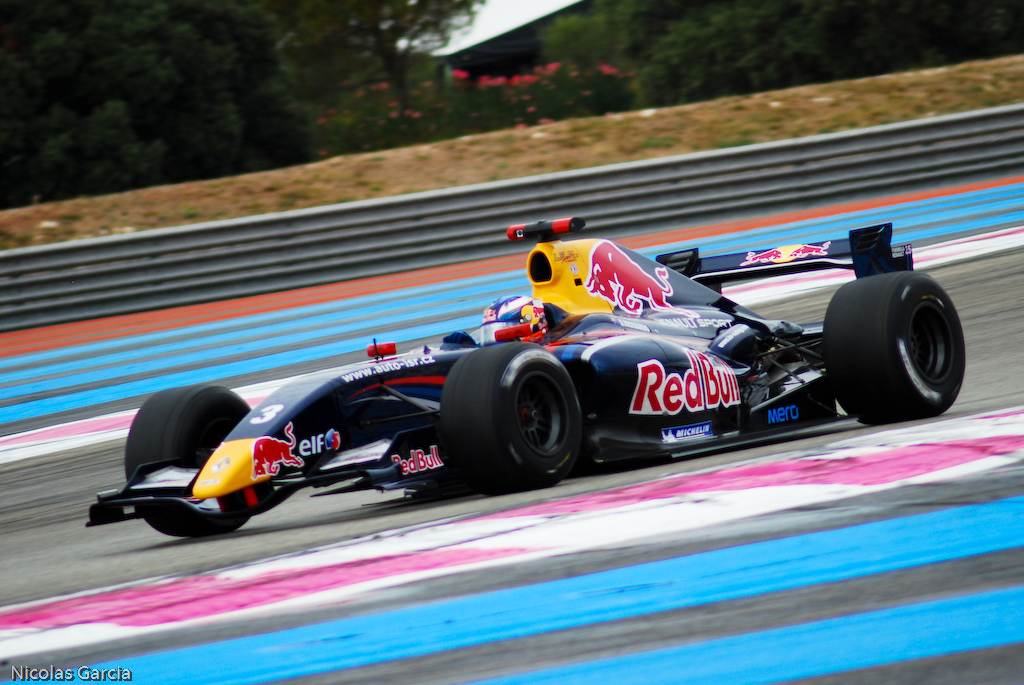
Daniel Ricciardo sur le circuit Paul-Ricard en 2011.

La Formule Renault 3,5 litres (abrégé en FR3.5) est une catégorie de voitures de compétition de type monoplace. Elle disparaît en 2015.

## Fiche technique
| Paramètres                     | Données                                               |
| Châssis                        | Châssis                                               |
| ------------------------------ | ----------------------------------------------------- |
| Type                           | Monocoque carbone Dallara GMP porteur                 |
| Carrosserie                    |                                                       |
| Matériau                       | Carbone                                               |
| Éléments aérodynamiques        | Ailerons avant et arrière Déflecteurs Diffuseur       |
| Moteur                         |                                                       |
| Position                       | Centrale arrière                                      |
| Modèle                         | V8 Zytek-Renault ZRS03 3,4 litres de 530 chevaux      |
| Alésage x course               | 95,5 × 81,4 mm                                        |
| Alimentation/Allumage          | Magneti Marelli Marvel 6R                             |
| Puissance maximale             | 530 chevaux                                           |
| Couple maximal                 | 440 N m à 7 000 tr/min                                |
| Régime maximal                 | 9 500 tr/min                                          |
| Transmission                   |                                                       |
| Embrayage                      | Tri-disque carbone 140 mm                             |
| Type                           | Propulsion                                            |
| Boîte de vitesses              | Ricardo, six rapports avants + marche arrière         |
| Commandes                      | Palettes semi-automatiques sur le volant              |
| Différentiel                   | Autobloquant à glissement limité                      |
| Trains roulants                |                                                       |
| Suspensions                    | Double triangles superposés Poussoirs                 |
| Amortisseur avant              | ZF Sachs mono-combiné ressort-amortisseur             |
| Amortisseur arrière            | ZF Sachs deux combinés ressort-amortisseur            |
| Freins                         |                                                       |
| Disques                        | Carbone Industrie 270 × 28 mm ventilés carbone        |
| Étriers                        | 4 pistons Brembo                                      |
| Plaquettes                     | Carbone Industrie                                     |
| Roues                          |                                                       |
| Pneumatiques                   | Michelin FR 3.5 26-64 x 13 Michelin FR 3.5 32-66 x 13 |
| Jantes                         | OZ Racing magnésium monobloc 13"                      |
| Dimensions, poids et capacités |                                                       |
| Empattement                    | 3 125 mm                                              |
| Voie avant Voie arrière        | 1 630 mm 1 529 mm                                     |
| SCx                            | 3,5                                                   |
| Réservoir de carburant         | 110 litres                                            |
| Poids à vide                   | 613 kg                                                |

## Championnats
| Zone/Pays | Nom officiel                              | Années    | Pneus | Notes                                                                     |
| --------- | ----------------------------------------- | --------- | ----- | ------------------------------------------------------------------------- |
| Europe    | World Series by Nissan                    | 1998-2004 | M     | Remplacé par la Formula Renault 3.5 Series                                |
| Europe    | Formula Renault V6 Eurocup (en)           | 2003-2004 | M     | Remplacé par la Formula Renault 3.5 Series                                |
| Europe    | Formula Renault 3.5 Series/Formule V8 3.5 | 2005-2017 | M     | Remplace les séries précédentes. Fait partie des World Series by Renault. |
| Asie      | Formula V6 Asia                           | 2006-2009 | M     |                                                                           |

## Palmarès
| Saison | Formula Renault V6 Eurocup (en) | Formula Renault 3.5 Series | Formule V8 3.5    | Formula V6 Asia (en) |
| ------ | ------------------------------- | -------------------------- | ----------------- | -------------------- |
| 2003   | José María López                |                            |                   |                      |
| 2004   | Giorgio Mondini                 |                            |                   |                      |
| 2005   |                                 | Robert Kubica              |                   |                      |
| 2006   |                                 | Alx Danielsson             |                   | Karun Chandhok       |
| 2007   |                                 | Álvaro Parente             |                   | James Winslow        |
| 2008   |                                 | Giedo Van der Garde        |                   | James Grunwell       |
| 2009   |                                 | Bertrand Baguette          |                   | Hamad Al Fardan      |
| 2010   |                                 | Mikhail Aleshin            |                   |                      |
| 2011   |                                 | Robert Wickens             |                   |                      |
| 2012   |                                 | Robin Frijns               |                   |                      |
| 2013   |                                 | Kevin Magnussen            |                   |                      |
| 2014   |                                 | Carlos Sainz Jr.           |                   |                      |
| 2015   |                                 | Oliver Rowland             |                   |                      |
| 2016   |                                 |                            | Tom Dillmann      |                      |
| 2017   |                                 |                            | Pietro Fittipaldi |                      |